# Thomas Biagi
Pour les articles homonymes, voir Biagi.
 (février 2019).
Si vous disposez d'ouvrages ou d'articles de référence ou si vous connaissez des sites web de qualité traitant du thème abordé ici, merci de compléter l'article en donnant les références utiles à sa vérifiabilité et en les liant à la section « Notes et références ».
Thomas Biagi, né le 7 mai 1976 à Bologne en Émilie-Romagne, est un pilote automobile italien.

## Carrière automobile
Thomas Biagi fait ses débuts en karting en 1987, dans la catégorie 60 minikart. En l'espace de cinq ans, il récolte de nombreux succès, parmi lesquels le Tournoi des Industries de Parme et le titre de Champion d'Italie catégorie 100 Italia en 1991. En 1993, il disputer le championnat d'Italie de Formula Europa Boxer, dont il obtient la sixième position et la distinction de meilleur débutant.

### Monoplaces
Thomas Biagi fait ses débuts en championnat d'Italie de Formula 3 en 1994 et se voit décerner le Trofeo Garibaldi aux Caschi d'Oro du magazine Autosprint. Toujours en Formule 3 en 1995, il signe trois pole position et remporte les courses du Mugello et de Imola. Vainqueur du Trofeo Indoor de Formule 3 lors du Motorshow de Bologne, il effectue cette même année un essai au volant de la Minardi Formule 1 M195 sur le circuit de Fiorano.
Entre 1996 et 1998, il fait partie des pilotes du championnat du monde de Formula 3000, avant de prendre part à trois manches de la série italienne en 1999. Il remporte également le Trofeo Indoor F3000 du Motorshow de Bologne.
Il fait ses débuts en Euro 3000 Series en 2000. Quatrième de la saison, il affiche à son palmarès son premier doublé pole position - victoire dans la discipline, décroché à Assen. Cette même année, il participe aux Ferrari Days, puis enchaîne sur sa meilleure saison internationale en monoplaces. Avec une victoire et deux pole positions, il est en effet Vice champion de l'Euro 3000 Series en 2001. Il termine cette saison par une nouvelle victoire du Trofeo Indoor F3000 du Motorshow de Bologne et une nouvelle participation aux Ferrari Days. Il reçoit par ailleurs la Médaille d'Or aux Caschi d'Oro du magazine Autosprint. 2002 est la dernière saison de Thomas Biagi en monoplaces. Il monte à trois reprises sur le podium avec des troisièmes places signées à Vallelunga, Brno et Monza. Sur l'autodrome italien, il signe également la pole position et le record de la piste.

### Voitures de sport
2003 est l'année en or pour Thomas Biagi, sacré champion du monde FIA GT au volant d'une Ferrari 550 Maranello. Il remporte la première course de la saison, à Barcelone, avant de s'imposer cinq fois consécutives (un record dans ce championnat). Sa fin de saison est rythmée par les distinctions que lui valent ce titre, du Trophée remis par la FIA à Monte-Carlo à la Médaille d'argent du valeur athlétique du CIO en passant par le Casque d'Or d'Autosprint.
En 2004, Thomas Biagi effectue une parenthèse en ALMS dont il obtient le titre de Vice champion. Cette expérience lui permet de disputer les courses d'endurance majeures et il signe notamment une deuxième place aux 12 heures de Sebring. Sa première participation aux 24 heures du Mans se solde par un abandon.
De retour en FIA GT en 2005, Thomas Biagi court cette fois avec une Maserati MC12. Il remporte les courses de Silverstone et de Öschersleben, et monte sur les podiums d'Istanbul (2e), de Monza (3e), de Magny-Cours (3e) et d'Imola (3e). Il permet au team Vitaphone de remporter le titre de champion du monde des Constructeurs et des Équipes. Cette saison lui permet d'effectuer deux essais en Formule 1, chez Jordan et Midland, prouvant sa rapidité en piste à défaut d'avoir suffisamment de soutien financier pour accéder à un poste de titulaire en F1.
En 2006, son équipe est une nouvelle fois titrée en FIA GT, notamment grâce à ses victoires à Dijon et Adria, et ses podiums à Öschersleben (2e), au Paul Ricard (3e), au Mugello (3e) et à Dubai (3e). Pour sa troisième saison au sein du team Vitaphone en 2007, Thomas Biagi retrouve la voie du titre de champion du monde Pilotes. Il est couronné lors de la dernière course de la saison, à Zolder, où il bat neuf adversaires pour monter sur la troisième marche du podium. Ce résultat s'ajoute à deux victoires, décrochées à Silverstone et Öschersleben.
En 2008, Amato Ferrari lui offre le volant d'une Ferrari F430 au sein du team AF Corse pour disputer le championnat GT2. Il dispute ses deuxièmes 24 heures du Mans et abandonne une nouvelle fois.
En 2010, il rejoint le team BMW Italia en championnat Superstars. Sacré champion d'Italie et champion international, il poursuit son engagement dans ce championnat pour les saisons suivantes.

## Palmarès
- 1993 : Formule Europe Boxer, 6e
- 1994 : Championnat d'Italie de Formule 3, 16e
- 1995 : Championnat d'Italie de Formule 3, 6e (team RC Motorsport)
- 1996 : Formule 3000, 12e
- 1997 : Formule 3000, non classé
- 1998 : Formule 3000, 15e
- 1999 : Formule 3000 italienne, 4e
- 2000 : Euro Formule 3000, 4e (team GP Racing)
  - Formule 3000 italienne, 5e
- 2001 : Euro Formule 3000, 2e
- 2002 : Euro Formule 3000, 5e (team Ghinzani)
- 2003 : FIA GT, champion (team BMW Scuderia Italia)
- 2004 : ALMS, 2e
  - 24 heures du Mans, abandon
  - 12 heures de Sebring, 2e de la catégorie GTS
- 2005 : FIA GT, 6e (team Vitaphone)
- 2006 : FIA GT, 7e (team Vitaphone)
- 2007 : FIA GT, champion avec le Vitaphone Racing
- 2008 : FIA GT2 (AF Corse)
  - 24 heures du Mans, abandon
- 2009 : Speedcar Series
  - FIA GT1
  - Le Mans Series. 24 heures du Mans, abandon
- 2010 : Superstars, champion d'Italie et international (BMW Team Italy)
- 2011 : Superstars (BMW)
- 2012 : Superstars (BMW)
  - Championnat d'Italie GT (BMW)
  - BMW Sports Trophy
  - Essai DTM à Valencia

## Essais en Formule 1
- 1995 : Minardi M195, circuit de Fiorano
- 2000 : Ferrari F3000, circuit du Mugello (Ferrari Days)
- 2001 : Ferrari F300, circuit de Monza (Ferrari Days)
- 2005 : Jordan EJ15, Motorshow de Bologne
- 2005 : Midland M16, circuit de Jerez de la Frontera

## Distinctions
- Caschi d'Oro du magazine Autosprint : Trofeo Garibaldi en 1994, médaille d'or en 2001, casque d'or en 2003.
- Médaille d'argent du valeur athlétique du Comité international olympique.